# Helmut F. Spinner
Helmut F. Spinner (* 28. Januar 1937 in Offenburg) ist ein deutscher Philosoph,  Wissenschaftstheoretiker und Soziologe.
Spinners Schwerpunkte sind Wissenschaftsforschung, Rationalitätstheorie  und Technikphilosophie; er begründete den Karlsruher Ansatz der integrierten Wissensforschung.
Im Umkreis des Kritischen Rationalismus groß geworden zeichnet sich Spinners philosophischer Ansatz dadurch aus, dass er versucht hat, angeregt durch Paul Feyerabend, die Grundsätze des Fallibilismus (Gegensatz: Rechtfertigungsstrategie) und des Theorienpluralismus (Gegensatz: Theoretischer Monismus) zu erweitern und sie nicht zuletzt auch auf den Kritischen Rationalismus selbst und dessen Anhänger zu beziehen.

## Leben
Helmut F. Spinner studierte an den Universitäten Mannheim, Köln, Heidelberg und London (1970/71 London School of Economics, erster Leverhulme European Research Fellow am Department of Philosophy, zuvor Karl R. Popper, danach Imre Lakatos, J. N. Watkins) Wirtschaftswissenschaften, Rechtswissenschaft und Psychologie (mit Diplom-Abschluss); Philosophie, Wissenschaftstheorie und Soziologie (mit Promotion und Habilitation); 1970 Promotion zum Dr. phil., 1979 Habilitation für Wissenschaftslehre und Wissenschaftssoziologie, 1983 Habilitation für Soziologie.
Lehr- und Forschungstätigkeiten an den Universitäten Mannheim, London, Bamberg, Gießen, Heidelberg, Marburg, Karlsruhe.
Helmut Spinner wurde 1985 zum Professor an der Universität Mannheim berufen, 1987 folgte ein Ruf an die Universität Karlsruhe als Professor für Philosophie und Leiter des Studium Generale. Spinner wurde am 31. März 2002 emeritiert; er lebt in Brühl bei Mannheim.

## Werk
Hauptrichtungen und Zeitabschnitte der philosophisch-wissenschaftlichen Arbeit,
eingeteilt nach Leitprojekten für mehrjährige fachübergreifende Schwerpunkte:
- 1970 bis ca. 1980: Kritischer Rationalismus als Wissenschafts- und Sozialphilosophie; Pluralismus als Erkenntnis- und Gesellschaftsmodell[1]
- 1980 ff.: Rationalitäts-Projekt der Doppelvernunft[2]
- 1985 ff.: Problemlösungs-Projekt[3]
- 1990 ff.: Wissensordnungs-Projekt als Einstieg in den Karlsruher Ansatz zur "Rahmung" des Wissensthemas[4]
- 1996 ff.: Wissensarten-Projekt als konzeptuelle Grundlegung zur inhaltlichen Ausfüllung der Wissensordnung[5]
- 1998 ff.: Wissensverhaltens-Projekt zur Untersuchung der Wissenstätigkeiten und -funktionen[6]
- 2000 ff.: Karlsruher Ansatz der integrierten Wissensforschung (KAW) mit den drei Hauptfeldern des Wissensarten-, Wissensordnungs- und Wissensverhalten-Projekts[7]

## Bibliographie
Publikationen (Auswahl, für ein ausführliches Verzeichnis seiner Arbeiten siehe Spinners Homepage am KIT, speziell Abhandlungen und englische Publikationen):
- Problemlösungsprozesse in der Wissensgesellschaft – Ein interdisziplinärer Grundkurs über philosophisches, wissenschaftliches und soziales Problemlösen (Leske + Budrich)
- 2001: Mit Michael Nagenborg und Karsten Weber: Bausteine zu einer neuen Informationsethik (Philo-Verlag)
- 1998 und 2001: Die Architektur der Informationsgesellschaft: Entwurf eines wissensorienten Gesamtkonzepts (Philo-Verlag)
- 1994: Der ganze Rationalismus einer Welt von Gegensätzen: Fallstudien zur Doppelvernunft (Suhrkamp)
- 1994: Die Wissensordnung: Ein Leitkonzept für die dritte Grundordnung des Informationszeitalters (Studien zur Wissensordnung, Bd. 1, Leske + Budrich)
- 1985: Das "wissenschaftliche Ethos" als Sonderethik des Wissens (Mohr)
- 1982: Ist der kritische Rationalismus am Ende? (Beltz)
- 1978: Popper und die Politik (Dietz)
- 1977: Begründung, Kritik und Rationalität (Vieweg)
- 1974: Pluralismus als Erkenntnismodell (Suhrkamp)